# Щедрик еритрейський
Ще́дрик еритрейський (Crithagra xanthopygia) — вид горобцеподібних птахів родини в'юркових (Fringillidae). Мешкає в Ефіопії і Еритреї.

## Опис
Довжина птаха становить 11-12 см. Забарвлення переважно сіре, надхвістя яскраво-жовте. Верхні покривні пера хвоста тьмяно-коричневі з жовтуватим відтінком. Стернові пера тьмяні, темно-коричневі. Підборіддя і горло коричнювато-білі. Молоді птахи мають більш коричневе забарвлення, на горлі у них жовтувата пляма.

## Поширення і екологія
Еритрейські щедрики мешкають на сухих луках Ефіопського нагір'я. Зустрічаються на висоті від 900 до 2500 м над рівнем моря. Живляться переважно насінням, а також комахами. В кладці 3-4 яйця, інкубаційний період триває 14 днів.